# NGC 561
NGC 561 je galaxie v souhvězdí Andromeda. Její zdánlivá jasnost je 13,0m a úhlová velikost 1,6′ × 1,5′. Je vzdálená 215 milionů světelných let, průměr má  100 000 světelných let. Galaxii objevil 23. srpna 1862 Heinrich Louis d’Arrest.